# Wolf’s Lair Abyss
Wolf’s Lair Abyss – minialbum z 1997 norweskiej grupy blackmetalowej Mayhem, wydany nakładem angielskiej wytwórni Misanthropy Records. Materiał ten jest pierwszym wydawnictwem zespołu, w którym nie brał udziału nieżyjący już wtedy Euronymous.
Główny riff zamykającego płytę utworu „Symbols of Bloodswords” można również usłyszeć w dwóch innych utworach: „A Grand Declaration of War” oraz „View from Nihil (Part II)”, zawartych na wydanym trzy lata później albumie „Grand Declaration of War”.

## Lista utworów
| Nr | Tytuł utworu                            | Długość |
| -- | --------------------------------------- | ------- |
| 1. | „The Vortex Void of Inhumanity (Intro)” | 2:21    |
| 2. | „I Am thy Labyrinth”                    | 5:26    |
| 3. | „Fall of Seraphs”                       | 6:02    |
| 4. | „Ancient Skin”                          | 5:28    |
| 5. | „Symbols of Bloodswords”                | 5:24    |
|    |                                         | 24:41   |

## Twórcy
- Maniac – śpiew, teksty utworów
- Blasphemer – gitara
- Necrobutcher – gitara basowa
- Hellhammer – perkusja
- Stephen O’Malley – oprawa graficzna
- Tiziana – zdjęcie
- Kerry – liternictwo we wkładce
- Kristoffer Rygg – mastering (w Strype Audio), miksowanie (w Jester Studio)
- Knut Magne Valle – miksowanie (w Jester Studio)